# إدوارد خيل

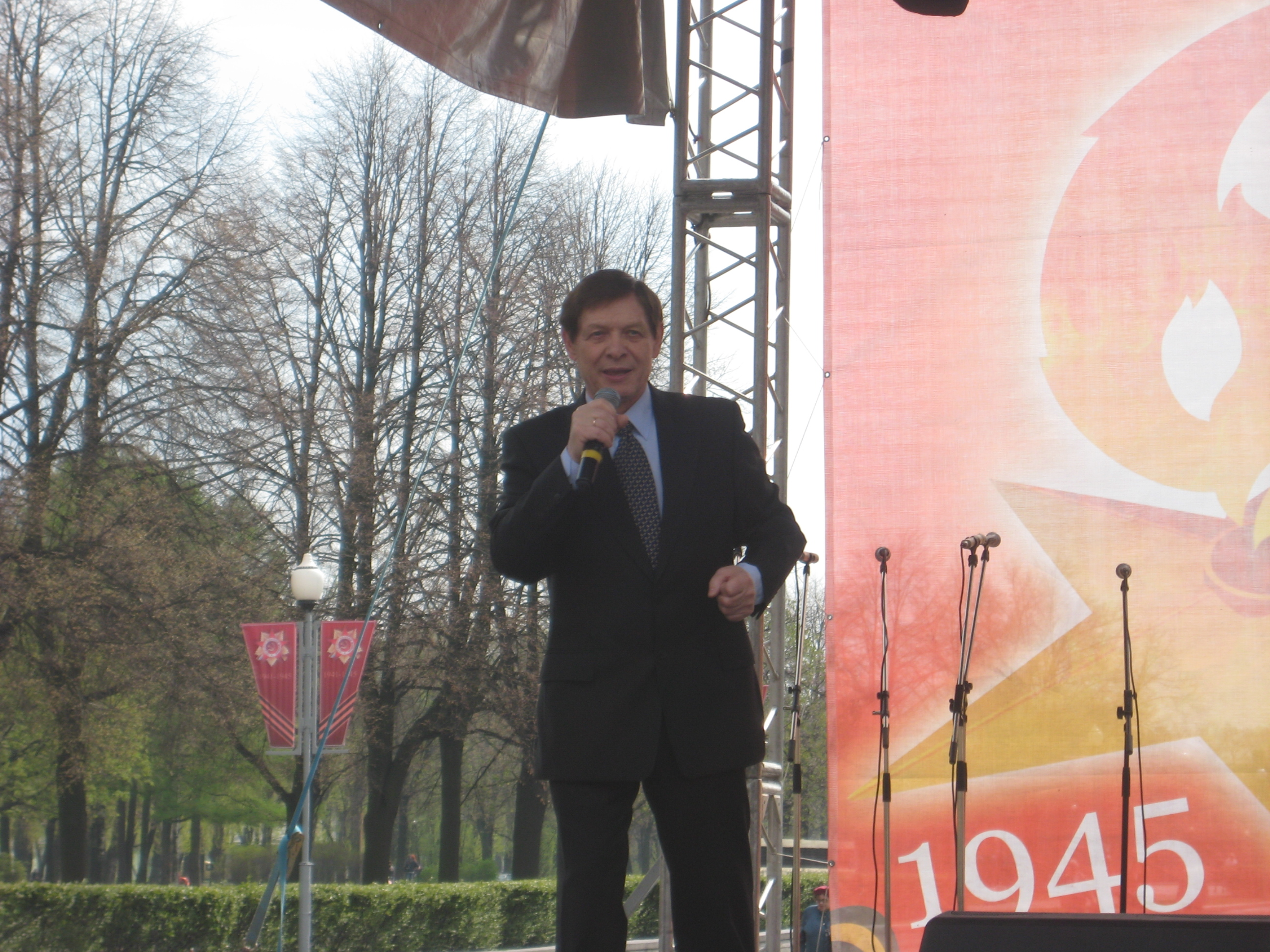
إدوارد خيل

إدوارد أناتوليفيتش خيل(بالروسية: Эдуард Анатольевич Хиль)؛ (4 سبتمبر 1934 - 4 يونيو 2012)، هو مغني باريتون روسي حاز على جائزة الفنان الشعبي لجمهورية روسيا السوفيتية الاتحادية الاشتراكية.

## الشهرة على الإنترنت
في عام 2009، ظهر شريط فيديو في موقع يوتيوب لإدوارد خيل في تسجيل له عام 1976 يغني نسخة من أغنية «أنا مسرور جدًّا لأنني عدت أخيراً إلى الوطن» (Я очень рад, ведь я, наконец, возвращаюсь домой) وسرعان ما أصبح شخصية مشهورة أو ميم إنترنت على الإنترنت ولدى المجتمع الغربي ويعرف باسم "Trololo" أو "Trololo Man".

## وصلات خارجية
- إدوارد خيل على موقع IMDb (الإنجليزية)
- إدوارد خيل على موقع ميوزك برينز (الإنجليزية)
- إدوارد خيل على موقع ديسكوغز (الإنجليزية)
- إدوارد خيل على موقع قاعدة بيانات الفيلم (الإنجليزية)
- Trololo music video
- Official website (بالروسية)
- Official YouTube channel
- Эдуард Хиль (peoples.ru)

(بالروسية)